# Kiekeboe (spel)

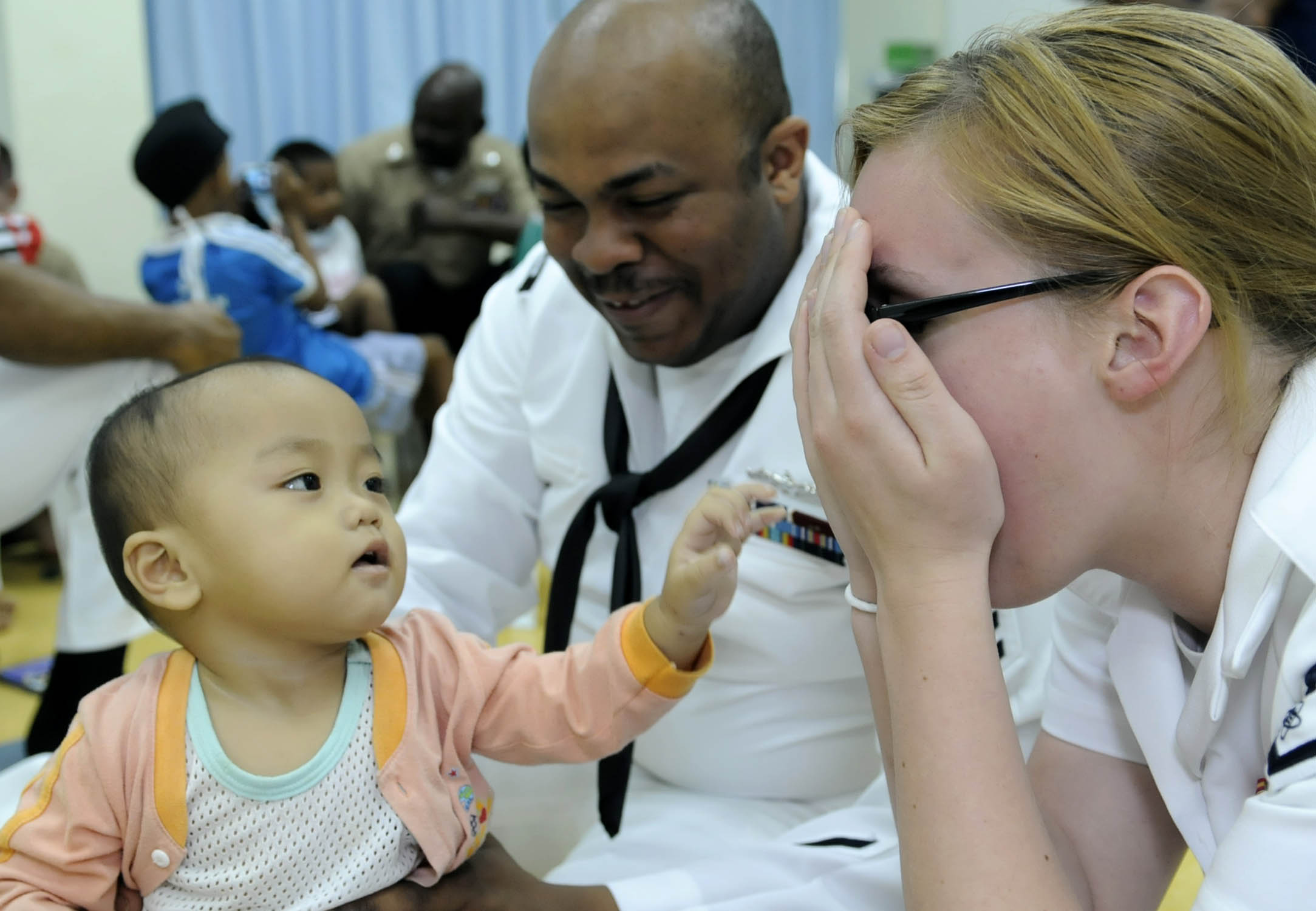
Een spelletje kiekeboe

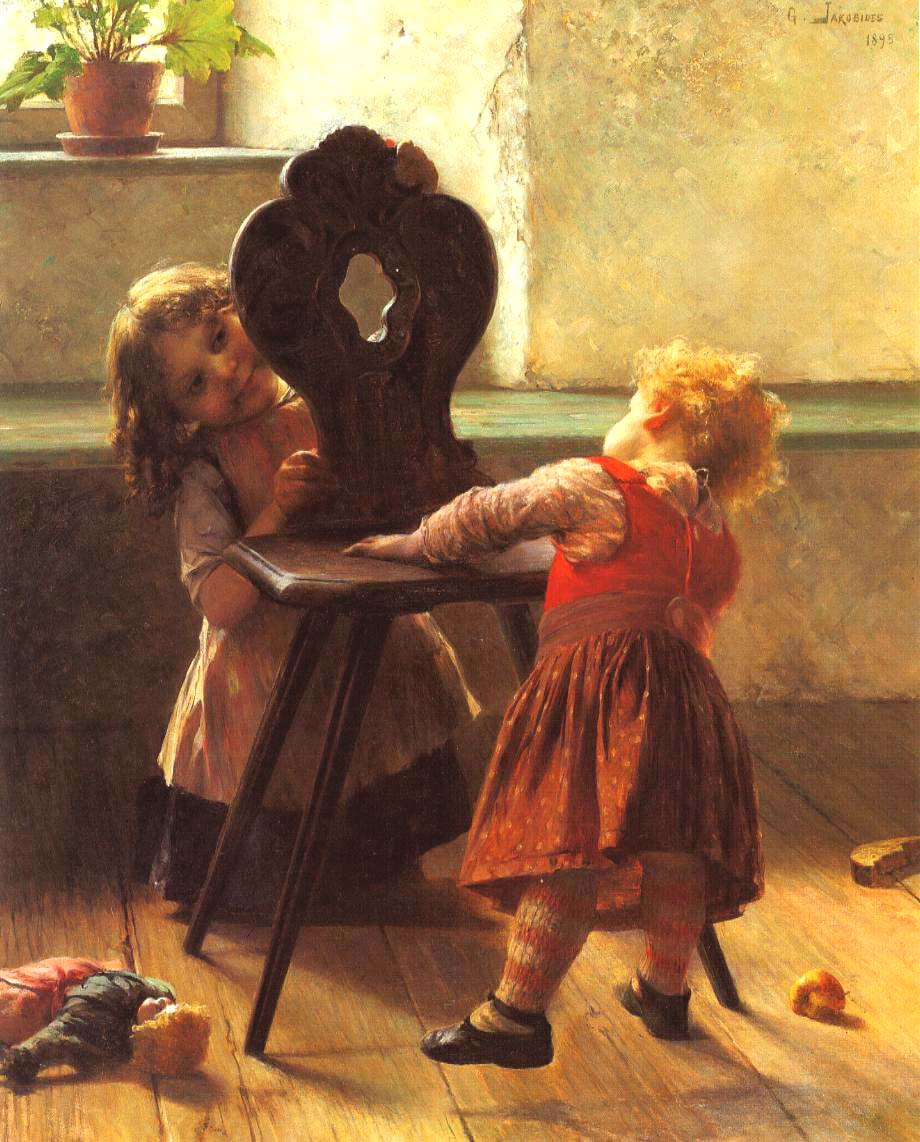
Twee kinderen die kiekeboe spelen (schilderij van Georgios Jakobides, 1895)

Kiekeboe is een spelletje dat doorgaans met een baby of door kinderen gespeeld wordt.
De een verbergt voor de ander zijn gezicht achter zijn handen of door bijvoorbeeld achter een deur, kast of boom te gaan staan of door een voorwerp, bv. een kussen voor z'n gezicht te houden.
Na enkele seconden maakt hij, terwijl hij "kiekeboe!" zegt, zijn gezicht weer zichtbaar.

## Cognitieve ontwikkeling
Ontwikkelingspsychologen veronderstellen dat kiekeboe het onvermogen van een kind om objectpermanentie te begrijpen aantoont. Objectpermanentie is een belangrijke fase van de cognitieve ontwikkeling van baby's. In vroege sensomotorische stadia is het kind niet in staat om objectpermanentie te begrijpen. Psycholoog Jean Piaget deed experimenten met baby's, waaruit hij concludeerde dat dit bewustzijn meestal op een leeftijd van ongeveer een half jaar werd bereikt. Baby's vóór deze leeftijd zijn te jong om objectpermanentie te begrijpen.